# محمد بن نوح الدمري
محمد بن نوح بن أبي يزيد الدّمّري الزناتّي، عز الدولة، من ملوك الطوائف في بلاد الآندلس.

## نسبه ونشأته
يعود محمد الدمري الزناتي إلى بني «دَمَّر» من قبائل زناتة، وقد كانوا يسكنون الجبل المصاقب لقابس بإفريقية، وهم من فرقة الإباضية. وقد كان المستعين الأموي حين وزع البلاد على رؤساء القبائل سنة 403هـ جعل لنوح (والد محمد الدمري) مدينة مورور "Moron"، فحكمها أبوه إلى أن توفة سنة 437هـ، فتولاها ابنه محمد.

## توليه الملك ومقتله
عندما تولى محمد حكم مدينة مورور بشكل مستقل، بايع بعد فترة المهدي المحمودي (محمد القاسم) بالجزيرة الخضراء سنة 439هـ، وأغضب ذلك المعتضد ابن عباد باشبيلية، فأضمر له ولقبائل زناتة العداء، واستمر محمد في تنظيم دولته وكان يوصف بالبأس والنجدة، وقد قال مؤرخوه: «دامت دولته بالسياسة مرة، والعنف والجرأة وبسط الكف مرة، وحفظ بلاده، وحمى من الجور رعيته». إلى أن دعاه المعتضد لزيارته وخدعه بتودده فذهب إليه، فاعتقله المعتضد في حمّام بإشبيلية، وكبله بالحديد مع بعض أمراء زناته سنة 445هـ ثم قتله. وقيل مات في حبسه، وهو ممن وجدت رءوسهم بعد مدة في صندوق بقصر المعتضد، قد كان يحفظ به رؤوس الملوك والرؤساء الذين قام بقتلهم.